# ローラーコンベア

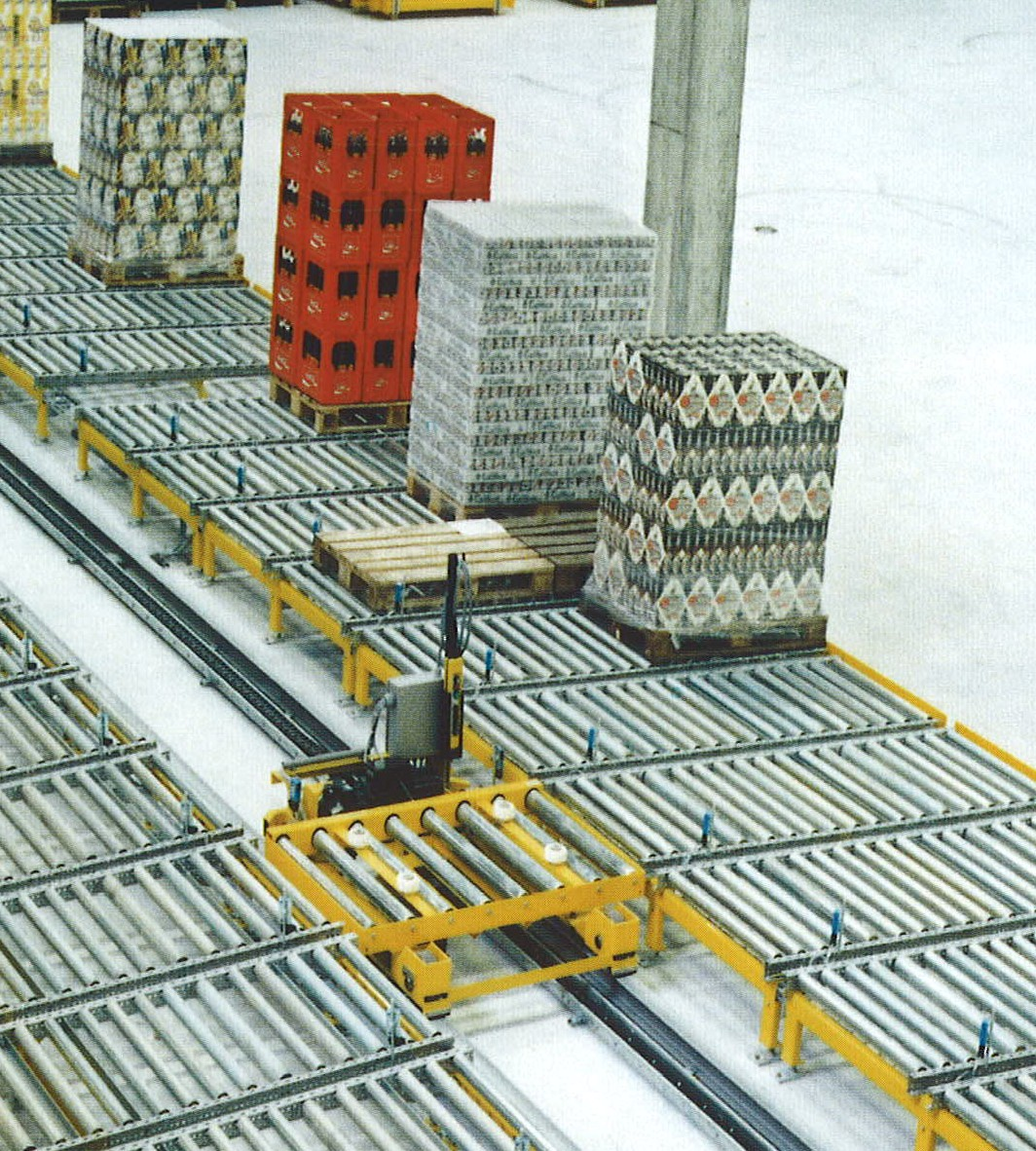
ローラーコンベア

ローラーコンベア（コンベヤ）（英: roller conveyor）は、フレーム（骨組み）に回転する筒状のローラーを直角に配置して固定し、その上に搬送物を載せて移動させる装置。運搬用大型ローラーコンベアはフリーロールあるいはコロコンとも呼ばれる。ローラーは主に鉄製だが、アルミ製やプラスチック製のものもある。フレームを支持する脚で固定して用いることが多い。ベルトコンベアと用途はほぼ同じで、段ボール箱などの運搬に用いられるが、ベルトコンベアとは異なり、細かい土砂などローラー間に落下してしまう物は運搬できない。

## 構成
コンベヤの構成は以下のとおりである。

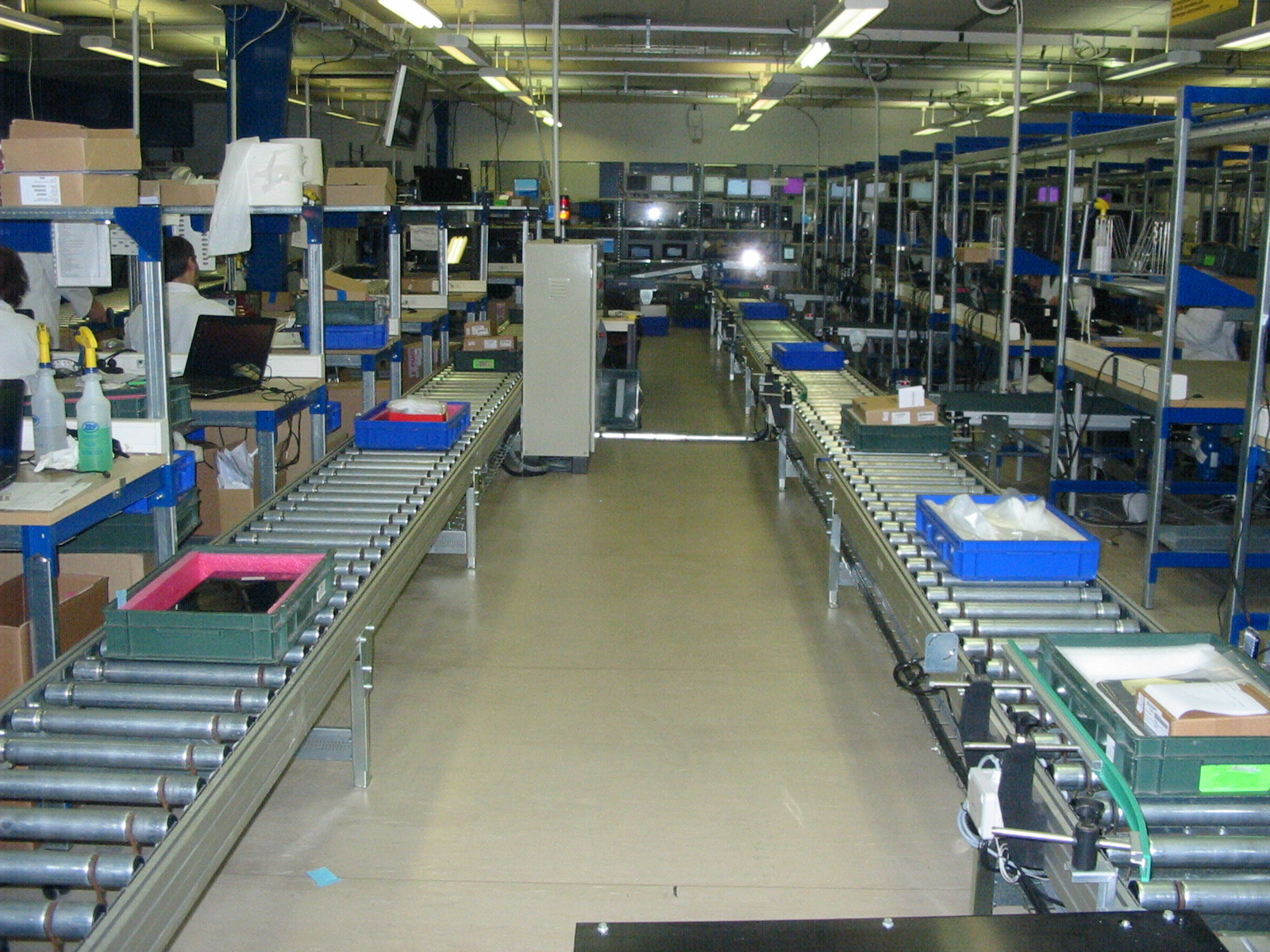
ベルト駆動ローラーコンベア（丸ベルト）

- ローラ：パイプの左右にベアリングを取り付けて製造される。ローラにはストレートローラ、溝加工付きローラ、テーパーローラがある。
  - 溝加工付きローラはベルト駆動ローラコンベヤにて駆動源としてベルトを接続するために用いられる。
  - テーパーローラは主に駆動付き曲線型ローラコンベヤに用いられ、ローラ内外の慣性力を補正し、搬送物が向きを変えずに進むためにパイプの外側と内側の径を変えたものである。
- フレーム（シャフトを接続するための加工がされた金属材）
- シャフト：ローラとフレームを接続するための一本軸。シャフトにはフレームとの接続のため、両端もしくは片端に割ピンを差し込むための加工を行なっているものや、スプロケットを取り付け、ローラーチェーンと接続できるようにした加工がされているものがある。
- 割ピン：シャフト端の穴に挿入し、フレームからのシャフトの落脱を防ぐもの
- つなぎ材：フレームの内側同士を固定し、たわみを防ぐもの
- 動力源：人手もしくは重力を使用するものはフリーローラコンベヤもしくはグラビティコンベヤという。
  - 自動式の場合は主にモーターが用いられる。
- 動力伝導装置　モーター軸からスプロケット等を介して回転速度を変更したうえで、ベルトやチェーン等を用いて、ローラを摩擦力にて回転させる装置。

## 分類

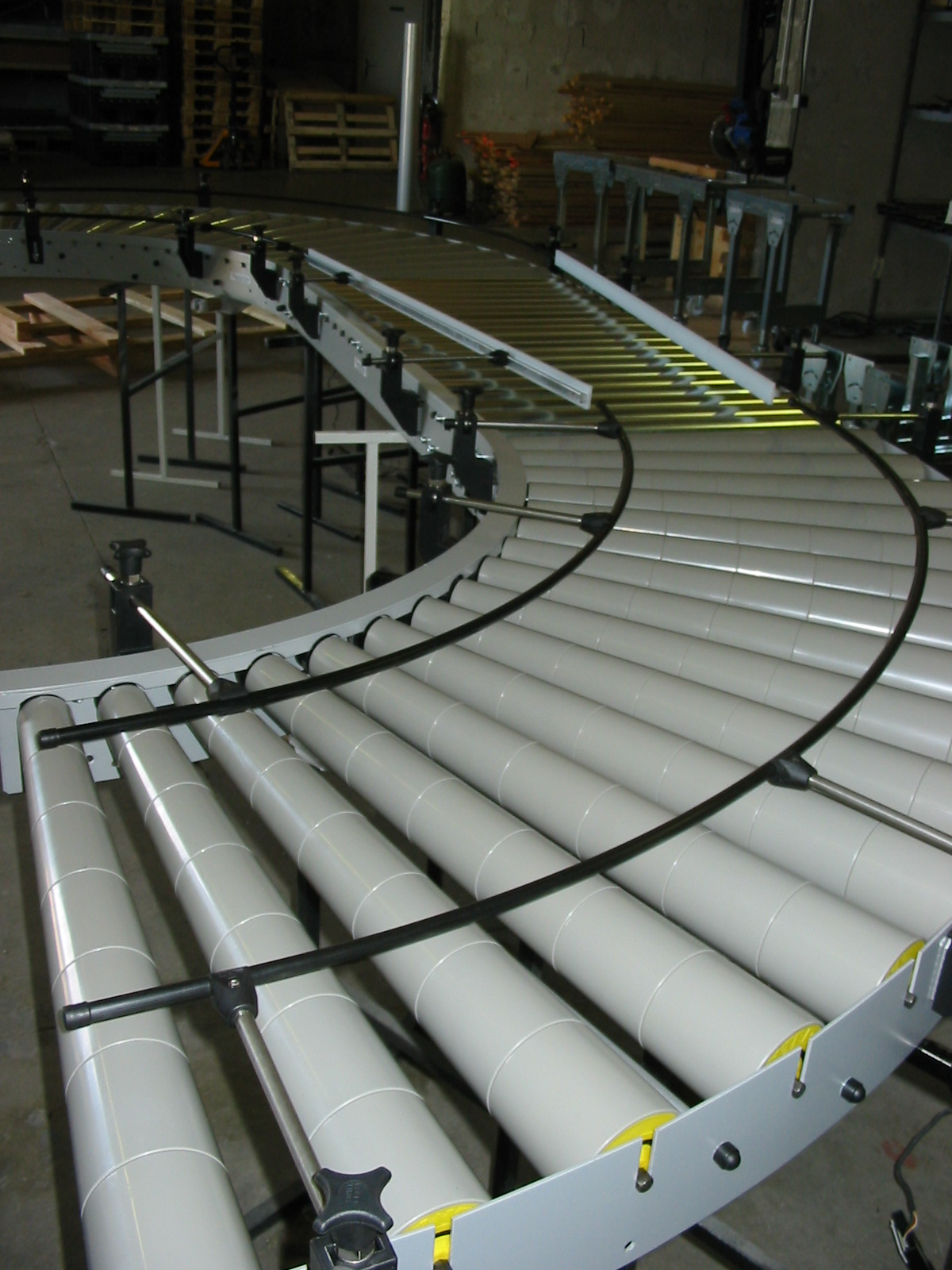
曲線形ローラーコンベア

JIS B 0140-1993によるローラコンベヤの分類は以下のとおりである。
- 30400 ローラコンベヤ　　　ローラを連続して並べたコンベヤ。
- 30401 直線形ローラコンベヤ　　直線形のローラコンベヤ。
- 30402 曲線形ローラコンベヤ　曲線形のローラコンベヤ（カーブローラコンベヤ，コーナローラコンベヤ）
- 30403 フリーローラコンベヤ　ローラを駆動しないローラコンベヤ（ローラコンベヤ，グラビティコンベヤ）
- 30404 駆動ローラコンベヤ　ローラを駆動するローラコンベヤ。
- 30405 チェーン駆動ローラコンベヤ　チェーンでローラを駆動するローラコンベヤ
- 30406 ベルト駆動ローラコンベヤ　平形，V形又は丸形のベルトで駆動するローラコンベヤ
- 30407 フリクション駆動ローラコンベヤ　フリクションローラで駆動するローラコンベヤ
- 30408 モータローラ駆動ローラコンベヤ　モータローラで駆動するローラコンベヤ
- 30409 ホイールコンベヤ　ローラの代わりにホイールを並べたコンベヤ

ローラーコンベアの上を歩く行為は転倒の原因となるため避けなければならない。